# Trayning
Trayning è una città situata nella regione di Wheatbelt, in Australia Occidentale; essa si trova 230 chilometri a est di Perth ed è la sede della Contea di Trayning. Al censimento del 2006 contava 122 abitanti.